# 3733 Yoshitomo
3733 Yoshitomo eller 1985 AF är en asteroid i huvudbältet som upptäcktes den 15 januari 1985 av de båda japanska astronomerna Takeshi Urata och Kenzo Suzuki i Toyota. Den är uppkallad efter Minamoto no Yoshitomo.
Asteroiden har en diameter på ungefär 14 kilometer.